# Münsterländer Kiessandzug

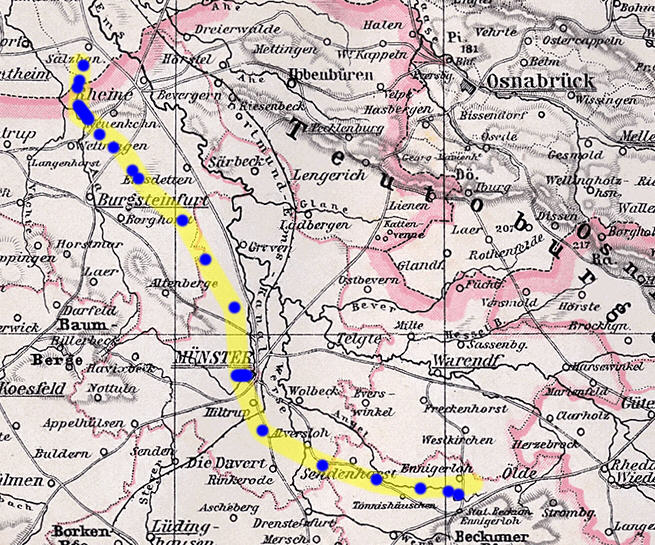
Münsterländer Hauptkiessandzug, eingezeichnet in eine Karte von 1905

Der Münsterländer Kiessandzug ist ein teilweise wallartiger Höhenrücken aus saaleeiszeitlichen Ablagerungen im Münsterland in Nordrhein-Westfalen. Er wird auch als „Hauptkiessandzug“, als „Kiessandrinne“ oder als „Münsterländer Kiessandrücken“ bezeichnet.

## Lage und Verlauf
Der Münsterländer Kiessandzug erstreckt sich über 80 km vom Südwesten Niedersachsens östlich Bad Bentheims über die Stadt Münster bis zum Nordrand der Beckumer Berge in südöstliche Richtungen.

### Verlauf im Sandmünsterland
Der Verlauf im sandigen Norden des Münsterlandes verläuft ausgesprochen unspektakulär. Der Kiessandzug teilt sich oberirdisch in diverse Rücken und Riedel, die ihr Umland um je nur 10–20 m überragen.
Im Norden des Westmünsterlandes beginnt der Kiessandzug südwestlich des niedersächsischen Schüttorf (Landkreis Grafschaft Bentheim) in der Anhöhe Samerott, die mit 53 m ü. NN das sich südwestlich anschließende Tal der Vechte um gerade einmal 20 m überragt. Die Kammlinie verläuft von dort aus weiter nah der östlichen Kreisgrenze zum Landkreis Emsland in Richtung Südsüdosten, um den Kreis Steinfurt, damit auch NRW, zu erreichen und südlich Wettringen-Haddorfs, am Brakken (60,6 m ü. NN) den in West-Ost-Richtung verlaufenden Thieberg in Neuenkirchen zu kreuzen. Unmittelbar westlich des Bracken verläuft der Vechte-Nebenfluss Steinfurter Aa.
Auf Neuenkirchener Gemarkung verläuft der Kiessandzug, den Ort selber westlich passierend, weiter entlang des ehemaligen Max-Clemens-Kanals, erreicht Emsdettener Gemarkung und schließlich, kurz vor dem Ortsteil Ahlintel, das Ostmünsterland. Der weitere Verlauf in Richtung Südsüdost nah der Ortsgrenze von Nordwalde im Westen zu Greven im Osten führt schließlich auf die Gemarkung der kreisfreien Stadt Münster und den Ortsteil Sprakel.

### Uppenberger Geestrücken
Der Uppenberger Geestrücken, benannt nach dem Münsteraner Stadtteil Uppenberg, stellt den eigentlichen zentralen Rücken des Münsterländer Kiessandzuges dar. Er beginnt im Norden an der Streusiedlung Sandrup mit dem Eintreten des Kiessandzuges ins Kernmünsterland und zieht sich über die Kernstadt Münsters bis südöstlich Sendenhorsts, wobei er durch Münstersche Aa, Dortmund-Ems-Kanal/Emmerbach und Werse in vier Riedel separiert wird.

#### Naturräumliche Zuordnung
Der Uppenberger Geestrücken wird naturräumlich wie folgt zugeordnet:
- (zu 54 Westfälische Bucht)
  - (zu 541 Kernmünsterland)
    - (zu 541.1 Münstersche Ebene)
      - 541.13 Uppenberger Geestrücken

#### Verlauf
Von der Streusiedlung Sandrup im Norden ausgehend, zieht sich der Rücken zunächst nach Süden bis unmittelbar durch die Münsteraner Innenstadt, wo die Münstersche Aa unmittelbar beim Aasee den Rücken in nordöstliche Richtung durchbricht. Südlich des Ortsteiles Hiltrup quert schließlich der Dortmund-Ems-Kanal, der weiter nördlich den Rücken östlich flankiert, ihn gleichzeitig mit dem Emmerbach.
Zwischen Hiltrup und Sendenhorst-Albersloh (Kreis Warendorf) erreicht der nunmehr gen Südosten verlaufende Rücken eine Höhe von 69 m, bis er schließlich von der Werse in Süd-Nord-Richtung durchstoßen wird. Über die Sendenhorster Kernstadt läuft er schließlich knapp über die Siedlung Hardt hinweg an einem 69,8 m hohen Teich aus.
Zwischen dem Süden Münsters und Albersloh bildet der Uppenberger Geestrücken eine wallartige Nordostbegrenzung der Waldniederung Davert.

### Südöstlicher Verlauf
Absolut gesehen ist der südöstlichste Teil des Kiessandzuges der höchste, jedoch in sich wenig geschlossen und sein Umland kaum überragend. Mehrere Bachtäler querend geht der Kamm nach Südsüdosten, um südlich Ennigerloh-Ennigers noch weiter nach Osten umzuschwenken. Beim Kernort Ennigerloh werden 100 m überschritten, bis schließlich im Norden der deutlich höheren Beckumer Berge die Spur des Münsterländer Kiessandzuges verwischt.

## Aufbau
Der Wallrücken ist bis über 1 km breit und befindet sich fast durchgängig auf einer in Kreideschichten oder Mergel eingetieften Rinne. Die Ablagerungen erreichen Mächtigkeiten von 20 bis über 40 m und bestehen aus grobem Geschiebe, Geröll und Kies, teilweise sind auch Mittel- und Feinsande eingelagert. Die Rinne ist bis zu 30 m tief und hat ein geringfügiges Gefälle nach Norden. In der Rinnenmitte finden sich grobe Kiese und Gerölle. Die Körnung nimmt zu den Rändern hin ab. Insgesamt befindet sich im Norden des Kiessandzuges das gröbere Material und am südöstlichen Ende mehr Feinsande. Hieraus lässt sich annehmen, dass nach Süden abfließendes Schmelzwasser für die Ablagerungen verantwortlich war. Im Kiessandzug finden sich Gesteine die aus Skandinavien, der Ostsee und dem Norddeutschen Raum stammen, darunter auch Leitgeschiebe wie Rapakiwigranite von den finnischen Åland-Inseln. Auch zahlreiche Fossilien wie, Mammutstoßzähne, versteinertes Holz, Haifischzähne, Ammoniten und Bernstein sind hier gefunden worden.
| - Gestein aus dem Münsterländer Kiessandzug - Eiszeitliches Geschiebe - Leitgeschiebe Rapakiwi aus dem Offlumer See - Gekritztes Geschiebe aus Offlum - Scolithensandstein (Sandröhrenwurm) vom Grafensteiner See Alter: ca. 570 Mill. Jahre |

| - Wurzelteller von Kiefern nach Windwurf durch den Orkan Kyrill zeigen die Bodenzusammensetzung auf dem Kiessandrücken - Grobes Geschiebe - Kies - Flugsand |

## Hypothesen zur Entstehung
Zur Entstehung des Kiessandzuges gibt es verschiedene Deutungsversuche, die seit mehr als 100 Jahren diskutiert werden. Eine umfassende Erklärung ist bis heute nicht gefunden worden.
Unumstritten ist, dass die Ablagerungen 200.000 bis 250.000 Jahre alt sind und im Wesentlichen aus der Saaleeiszeit stammen. Die Rinne, in der die Kiese und Sande liegen, kann auch teilweise älter sein. Möglicherweise ist sie schon in der Elstereiszeit vor 450.000 Jahren ausgewaschen worden.

### Endmoräne?
Bis zum Anfang des 20. Jahrhunderts wurde der auffällige Kiessandzug als Endmoräne gedeutet, die am Gletscherrand aufgeschoben wurde.
- Die Rinne und die ungestauchten Ablagerungen konnten so aber nicht erklärt werden.

### Os?
Später wurde angenommen, dass der Kiessandzug als Os gebildet wurde. Ein Os entsteht durch unter dem Gletscher abfließendes Wasser, das eine Rinne erzeugt in der sich Kies und Sand ablagert.
- Oser sind allerdings in aller Regel nur bis zu 150 m breit, steilwandig und wesentlich kürzer.

### Kame?
Eine Deutung als Kame wird auch in Betracht gezogen. Hierbei fließt Schmelzwasser zwischen Toteisblöcken ab und schwemmt Geschiebematerial in Rinnen, die sich bis an die Eisoberfläche durchgepaust haben. Mit dem Abtauen des Eises sinkt das angeschwemmte Geröll und der Sand in die Rinne und überhöht diese zu einem breiten flachen Wallrücken.
- Probleme hierbei sind, dass im Raum Neuenkirchen keine ältere Rinne nachzuweisen ist, und dass bei Sendenhorst/Albersloh die Ablagerungen einige hundert Meter neben der Rinne liegen.

### Gletschervorstoß zwischen Toteisblöcken?
Die neuste Hypothese stützt sich auf unterschiedliche Leitgeschiebe die westlich und östlich des Münsterländer Kiessandzuges gefunden werden. Hieraus wird geschlossen, dass sich im Osten ein Toteisblock bildete und im Westen der Gletscher weiter nach Süden vorstieß. Zwischen Gletscher und Toteis floss Schmelzwasser mit hoher Geschwindigkeit nach Süden ab und spülte die Rinne, die sich später mit der Schotterfracht aus dem Eis füllte und so überhöht wurde. Nach dieser Hypothese war der Gletscher auch weiter im Westen durch ein Toteisfeld begrenzt, und dort entstand entsprechend die Twente-Achterhoek-Rinne.

## Ursprüngliches Erscheinungsbild

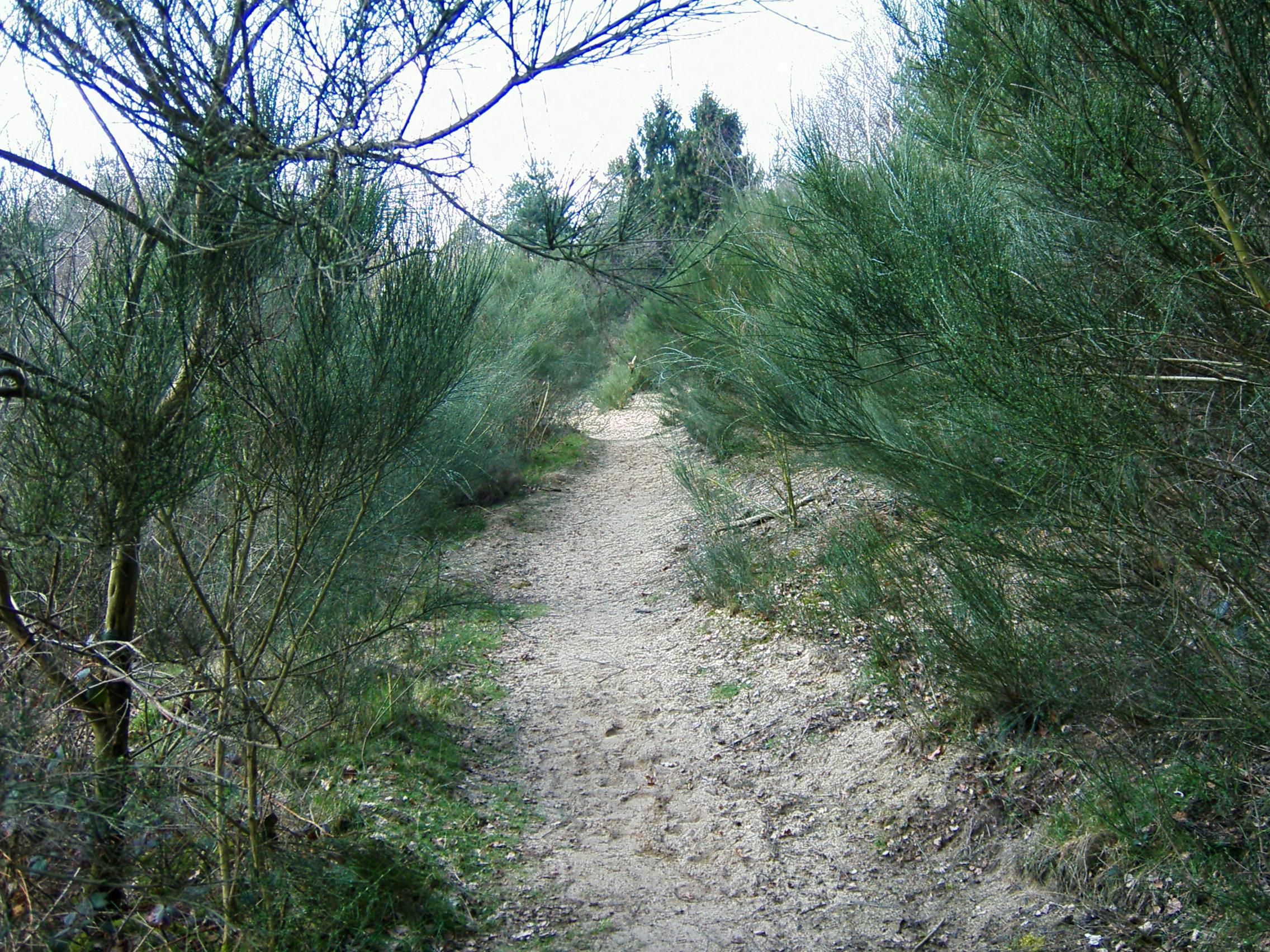
Trampelpfad zwischen Ginsterbüschen in St. Arnold

Der sandige, karge Boden und tief liegendes Grundwasser ließ auf dem breiten Höhenrücken, der seine Umgebung bis zu 10 m überragt, nur spärliche und anspruchslose Vegetation zu. Ginster, Erika, Wacholderbüsche und Gräser boten das Bild einer Öd- und Heidelandschaft, die für eine landwirtschaftliche Nutzung nicht brauchbar war. In einigen Bereichen gab es auch Wanderdünen, die das Aufkommen von Bewuchs verhinderten. Durch Flugsandablagerungen war die Oberfläche über weite Strecken kuppig. Den Wallbergrücken überzogen viele Trampelpfade die den Geländestrukturen folgten.

## Nutzung

### Frühzeit

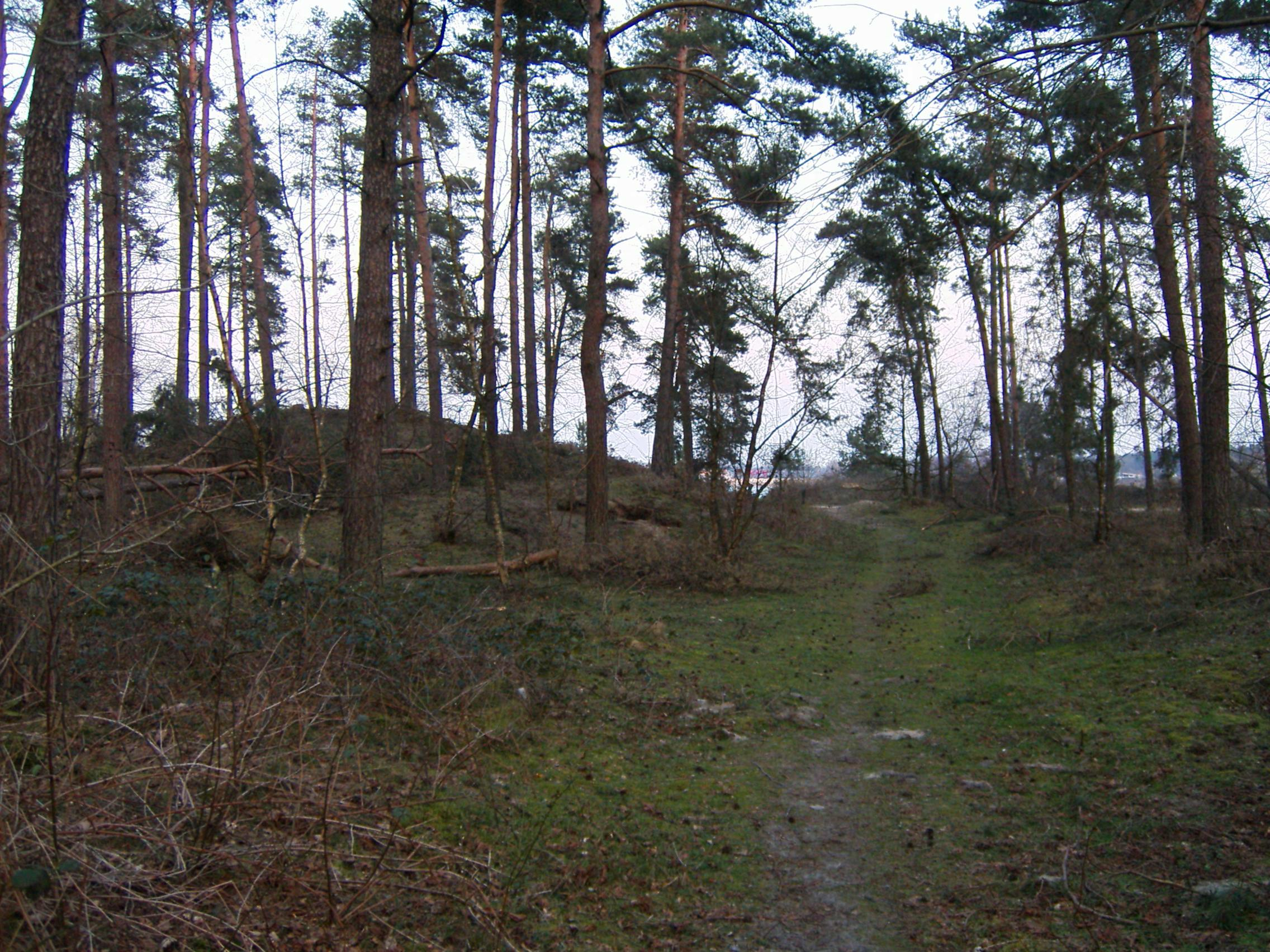
Blick vom ursprünglichen Kiessandzug Richtung Offlumer See, links eine alte Flugsanddüne

Zunächst begann die Nutzung dieser trockenen Flächen wohl als Siedlungs- oder Lagerplatz, wie steinzeitliche Funde zeigen. Später wurden auch große Gräberfelder angelegt, die durch zahlreiche Urnenfunde in Neuenkirchen am Haarweg belegt sind. Im Mittelalter wurden Heideplaggen gestochen und als Stalleinstreu genutzt. Durch die Anpflanzung von Kiefern gelang es auch Bau- und Brennholz zu gewinnen und die Wanderdünen festzulegen.

### Sand- und Kiesabbau
Für den Eigenbedarf holten sich die Bewohner der umliegenden Gehöfte den weißen Stubensand um ihn als Scheuersand in ihre Wohnungen zu streuen. Im 19. Jahrhundert wurde auch nach Bausand und Kies gegraben. Hierbei entstanden zahlreiche kleinere und größere Sandkuhlen, in denen auch hin und wieder Grundwasser zu finden war. Im 20. Jahrhundert weitete sich diese Nutzung erheblich aus. Viele Bauunternehmer betrieben ihre eigene Kiesgrube und förderten das Material mit Loren. An Kipprampen wurden Fuhrwerke beladen. Durch den Einsatz von so genannten Schrappern, die den Kies mit Kettenzügen ans Ufer schrappten, entstanden die ersten Baggerseen. Nach dem Zweiten Weltkrieg übernahmen große Firmen die Sand- und Kiesgewinnung. Mit Schwimm- und Saugbaggern wurde das Material abgebaut und über Förderbänder transportiert. Zahlreiche, schnell wachsende Baggerseen waren die Folge. Heute reihen sich diese Seen perlenschnurartig aneinander und sind häufig nur noch durch schmale Landbrücken getrennt.
| - Blick Richtung Flachentsandung und Offlumer See - Kipploren auf Feldbahngleisen - Reste einer Kipprampe am Kiessandzug in St. Arnold - Saugbagger zur Sandgewinnung in Salzbergen |

### Trinkwassergewinnung
Gegen Ende des 19. Jahrhunderts wurde auch schon die gute Qualität und die reichliche Verfügbarkeit des Grundwassers im Kiessandzug entdeckt. So bauten die Stadtwerke Münster bereits 1888 ihr erstes Wasserwerk über dem Kiessandzug. Zahlreiche Wasserwerke folgten und heute liegen sie, genauso wie die Baggerseen, in einer Reihe auf dem Kiessandzug. Der Sand ist ein hervorragender Filter und der Kies lässt das Wasser fast ungehindert zu den Entnahmebrunnen fließen. Aus dieser Situation heraus kommt es zu konkurrierender Nutzung zum Sand- und Kiesabbau. Um die Trinkwassergewinnung auch in Zukunft zu ermöglichen, ist der weitere Sandabbau in den letzten Jahren stark eingeschränkt worden. So wurde nördlich des Offlumer Sees in Neuenkirchen nur eine Flachentsandung (oberhalb des Grundwasserspiegels) zugelassen. Die Tiefentsandung (unterhalb des Grundwasserspiegels) ist fast gänzlich untersagt worden.
Große Teile des Kiessandzuges sind heute Wasserschutzgebiete. Durch die umfangreiche Wasserförderung ist der Grundwasserspiegel in weiten Teilen um mehrere Meter abgesenkt. So wäre zum Beispiel der natürliche Wasserstand im Offlumer See bei fast 50 m über Normalnull anstatt bei 46 m über Normalnull. Zur Stabilisierung der Grundwasservorräte wird Grundwasseranreicherung praktiziert. Hierzu wird Oberflächenwasser aus fließenden Gewässern (Ems, Steinfurter Aa, Frischhofsbach) oder Kanälen (Dortmund-Ems-Kanal) entnommen und in Versickerungsbecken auf dem Kiessandzug eingeleitet.
| - Rohr zur Grundwasserbeobachtung in der Flachentsandung Offlum, das ursprüngliche Gelände war etwa 5 m höher - Wasserwerk Hohe Ward (1905) der Stadtwerke Münster - Trinkwasserbrunnen auf dem Kiessandzug in Offlum - Versickerungsbecken zur Grundwasseranreicherung auf dem Kiessandrücken |

### Freizeit und Erholung
Seit einigen Jahren gewinnt auch der Erholungswert dieser Landschaft an Bedeutung. Die vielen fischreichen Seen mit guter Wasserqualität werden von Anglern und Tauchern genutzt. Wanderwege an den Seen, auf den Heideflächen und in den Kiefernwäldern versprechen wohltuende Entspannung. Campingplätze und Badestellen gibt es an ausgesuchten Stellen und sie sind Anziehungspunkte für Urlauber. In Neuenkirchen/Offlum und Wettringen/Haddorf wurde im Zuge der Regionale 2004 das Projekt „Sprung über die Kiesbank“ umgesetzt. Es erschließt den Offlumer See und die Haddorfer Seen für den sanften Tourismus.
| - Regionales Projekt „Sprung über die Kiesbank“ am Offlumer See - Trichtertürme als Aussichtsplattform - Strandpromenade und Badestelle - Finnenbahn im Kiefernwald - Strandpromenade mit Gabionen im Winter |

### Naturschutz
Einige Baggerseen und ihr Umfeld auf dem Kiessandzug sind teilweise oder auch ganz unter Naturschutz gestellt worden. So gibt es seit 1991 das 25 ha große Naturschutzgebiet „Grafensteiner See“. Neben seltenen Pflanzen sind hier vor allem verschiedene Tierarten zu finden. So wurden bereits der Brachvogel, der Flussregenpfeifer, der Austernfischer, der Kormoran, die Kanadagans und der seltene Fischadler beobachtet. Aber auch die Ringelnatter und die Zauneidechse sind hier noch öfter zu finden. Die Hohe Ward südlich Münster-Hiltrup ist u. a. für ihr großes Vorkommen der Feldgrille und der Gefleckte Keulenschrecke bekannt.
| - Naturschutzgebiet „Grafensteiner See“ - Hinweisschild Naturschutzgebiet - Blick über das Naturschutzgebiet „Grafensteiner See“ |

## Uferabbrüche
An einigen Baggerseen ist es in der Vergangenheit zu Uferabbrüchen gekommen. Am Westeroder See musste die Sandgewinnung nach einem großen Uferabbruch eingestellt werden. Die Uferböschungen am südlichen Grafensteiner See sind teilweise mit Faschinen befestigt, aber es kam trotzdem zu gefährlichen Uferabbrüchen und der Sandabbau wurde beendet. Durch die Anpflanzung von Weiden wird versucht weitere Abbrüche zu verhindern.
| - Uferabbrüche am südlichen Grafensteiner See - Gefahrenhinweis „Uferabbruch“ - Unterspültes Ufer - Uferabbruch, einige Äste abgerutschter Birken ragen noch aus dem Wasser - Älterer Uferabbruch, an der Böschungskante wurden Weiden gepflanzt |

## Größere Seen

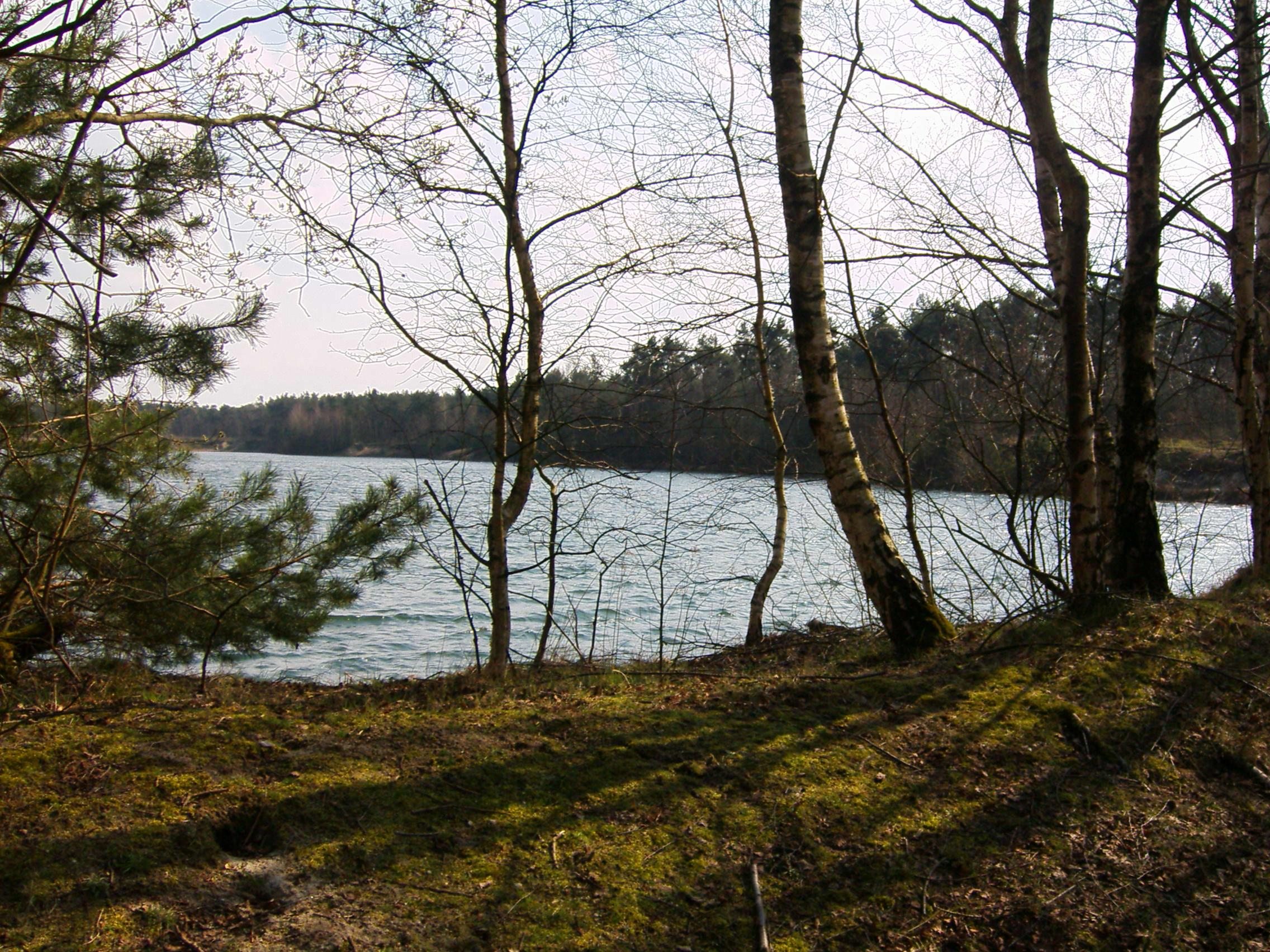
Einer von mehreren Baggerseen in St. Arnold

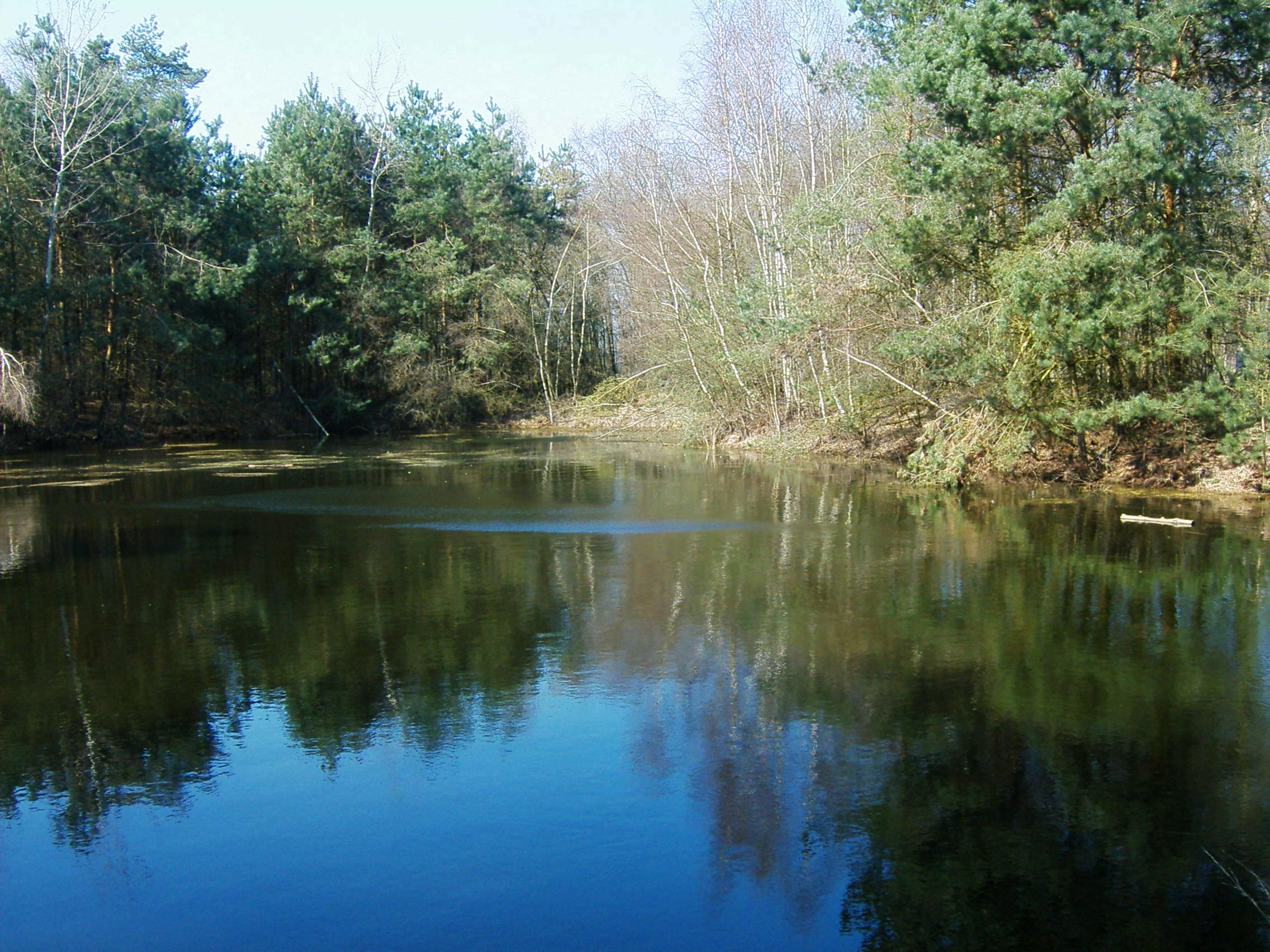
Kleiner See, versteckt in einem Wald

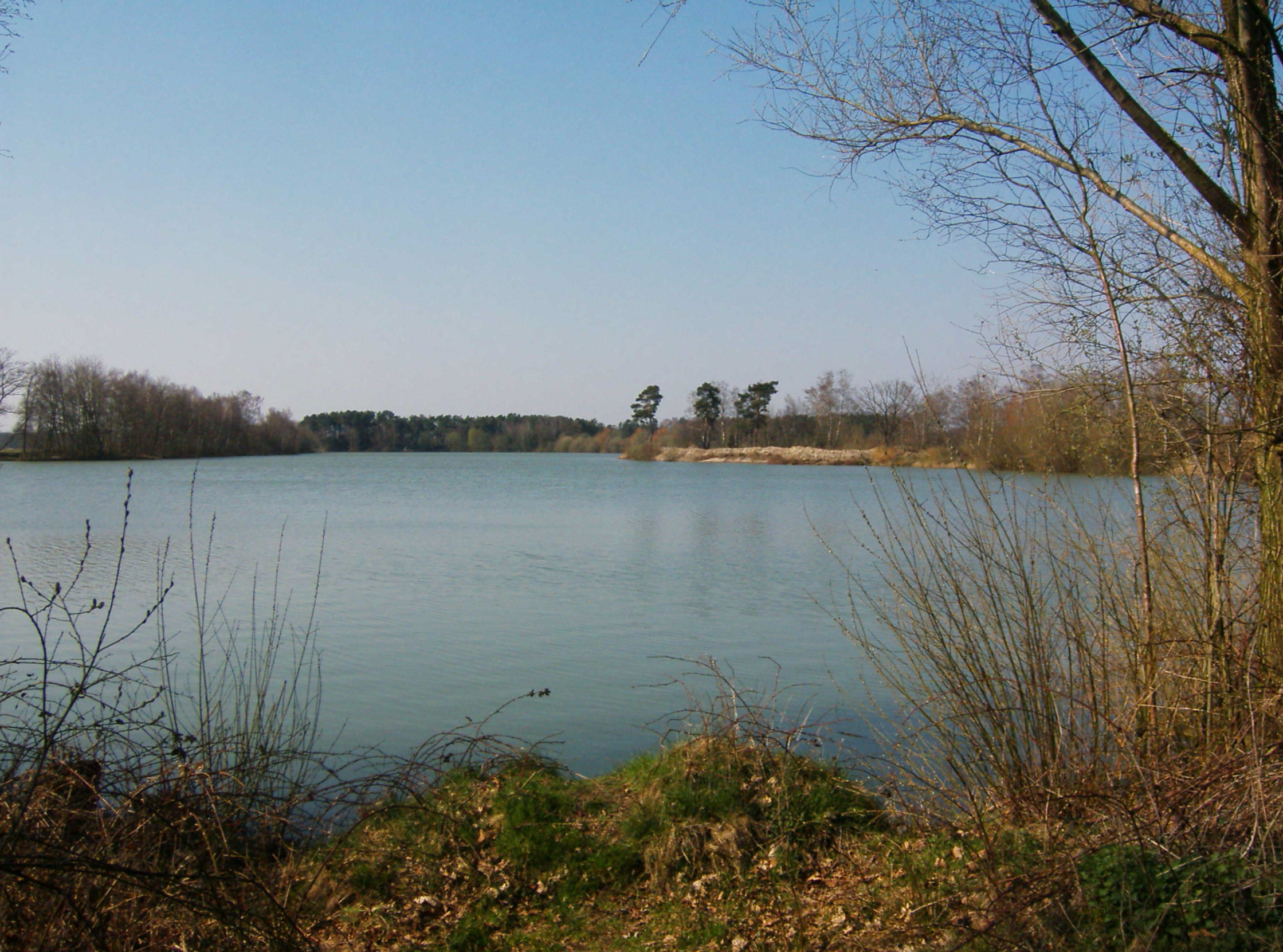
Blick über den südlichen Grafensteiner See

Neben sehr vielen kleinen und namenlosen Seen gibt es auch einige größere und bekannte Seen auf dem Münsterländer Kiessandzug:
(von Süd nach Nord)
- Hardt-Teiche, östlich von Sendenhorst 51° 50′ 8″ N, 7° 51′ 32″ O[5]
- Hiltruper See (auch Steiner See genannt): 51° 53′ 14″ N, 7° 39′ 30″ O
- Westeroder See in Greven: 52° 4′ 54″ N, 7° 33′ 45″ O
- Reutersee in Nordwalde: 52° 7′ 19″ N, 7° 31′ 5″ O
- Grafensteiner See in Burgsteinfurt: 52° 10′ 38″ N, 7° 25′ 25″ O
- Angelsee in St. Arnold: 52° 12′ 49″ N, 7° 23′ 42″ O
- Offlumer See in Neuenkirchen: 52° 14′ 12″ N, 7° 20′ 43″ O
- Haddorfer Seen in Wettringen: 52° 16′ 35″ N, 7° 19′ 1″ O
- Steider See in Salzbergen: 52° 17′ 14″ N, 7° 19′ 5″ O